# زیباموش زاگرسی
زیباموش زاگرسی یا همستر دم‌دراز زاگرسی (نام علمی: Calomyscus bailwardi) یا همستر موش‌واره ایرانی گونه‌ای جونده است که در سرده همسترهای موش‌وار قرار دارد. جنوب ایران و ارتفاعات کوه‌های زاگرس زیستگاه همستر موش‌واره زاگرسی است.

## غذا
از مواد گیاهی مثل دانه، برگ، گل، و مواد حیوانی نظیر حشرات تغذیه می‌کند.

## عادت‌ها و رفتارها
در فصل تابستان شب‌ها گردش می‌کند. ولی در زمستان و پاییز روزها فعال است. به صورت فردی زندگی می‌کند ولی گاهی با هم نیز دیده می‌شوند. لانه خود را در بوته‌زارهای نواحی صخره‌ای با شیب کم می‌سازد.